# Unchehara
Unchehara oder Uchahera ist eine ca. 20.000 Einwohner zählende Kleinstadt im indischen Bundesstaat Madhya Pradesh. Die Stadt ist Hauptort des gleichnamigen Gemeindebezirks (tehsil).

## Lage
Unchehara liegt in einer Höhe von ca. 330 m ü. d. M. in den nördlichen Ausläufern des Vindhyagebirges ungefähr 430 km (Fahrtstrecke) nordöstlich von Bhopal, der Hauptstadt Madhya Pradeshs, bzw. ca. 30 km südwestlich der Distriktshauptstadt Satna im Tal des – nur nach heftigen oder langanhaltenden Regenfällen wasserführenden – Flüsschens Barha. Die Stadt verfügt auch über einen Regionalbahnhof. Das Klima ist warm; Regen fällt beinahe nur während der Monsunmonate Juni bis Oktober.

## Bevölkerung
Die zumeist Hindi sprechende Bevölkerung des Ortes besteht zu ca. 86,5 % aus Hindus und zu ca. 13 % aus Moslems; Angehörige anderer Religionsgemeinschaften (Sikhs, Jains, Christen) bilden kleine Minderheiten.

## Wirtschaft
Die zur Gemeinde gehörenden Dörfer sind nahezu ausschließlich agrarisch orientiert; auch Buschwald wächst auf Teilen des Gemeindegebietes. In der Stadt haben sich Handwerker, Händler sowie Dienstleister aller Art niedergelassen.

## Geschichte
Zur Geschichte des Ortes ist nur wenig bekannt: Seit dem 14. Jahrhundert war der Ort Zentrum eines Fürstenstaates, der später nach der neuen Hauptstadt in Nagod umbenannt wurde.

## Sehenswürdigkeiten
Die Stadt selbst hat keinerlei Sehenswürdigkeiten von historischer oder kultureller Bedeutung. Auf dem Gemeindegebiet befinden sich jedoch sowohl die Überreste des buddhistischen Stupas von Bharhut als auch die des Gupta-Tempels von Bhumara (oder Bhummra).